# Холопеничский сельсовет
Холо́пеничский сельсовет — административная единица на территории Крупского района Минской области Республики Беларусь. Административный центр — городской посёлок Холопеничи.

## География
Сельсовет граничит с Октябрьским, Игрушковским, Хотюховским сельсоветами Крупского района, Моисеевщинским сельсоветом Борисовского района,  Краснолукским сельсоветом Чашникского района.

## История
20 августа 1924 года образован в составе Холопеничского района Борисовского округа (с 9 июня 1927 года передан Минскому).
8 июля 1931 году район упразднён, сельсовет присоединен к Крупскому району.
12 февраля 1935 года сельсовет передан восстановленному Холопеничскому району, в составе БССР.
16 июля 1954 года сельсовету переданы населённые пункты упраздненного Узнацкого, 26 августа 1959 года — Слободского сельсоветов.
20 января 1960 года район упразднен, сельсовет к Крупскому району.
7 октября 1977 года сельсовет реорганизован в Холопенический поселковый Совет.
30 декабря 2009 года поселковый Совет реорганизован в сельсовет, которому переданы населённые пункты упразднённого Яновщинского сельсовета.
26 августа 2023 года в состав Холопеничского сельсовета включена территория городского посёлка Холопеничи.

## Состав
Холопеничский сельсовет включает 37 населённых пунктов:
| Название           | Оригинал           | Статус            | Население (чел., 2009) | Другие названия                                          | Год первого упоминания |
| ------------------ | ------------------ | ----------------- | ---------------------- | -------------------------------------------------------- | ---------------------- |
| Бабарика           | Бабарыка           | деревня           | 9                      | Ист. бел. Адамаўка                                       | 1710                   |
| Барсуки            | Барсукі            | деревня           | 27                     |                                                          | 1624                   |
| Белые Борки        | Белыя Баркі        | деревня           | 28                     | До 2010 г. Борки; альт. бел. Белаборкі                   | 1678                   |
| Борки              | Баркі              | деревня           | 67                     |                                                          | 1775                   |
| Буда               | Буда               | деревня           | 14                     |                                                          | 1713                   |
| Великие Хольневичи | Вялікія Хальнявічы | деревня           | 42                     | Ист. бел. Халаневічы, до 2005 г. рус. Большие Хольневичи | 1554                   |
| Версанка           | Версанка           | деревня           | 27                     | Альт. рус. Ве́рсенка; альт. бел. Падузнацк                | 1875                   |
| Вершовка           | Вяршоўка           | деревня           | 3                      | Альт. бел. Вершаўка                                      | 1897                   |
| Веселово           | Весялова           | деревня           | 17                     | Альт. бел. Весялоўка                                     | 1765                   |
| Гальки             | Галькі             | деревня           | 135                    |                                                          | 1578                   |
| Ганковка           | Ганкаўка           | деревня           | 29                     |                                                          | 1844                   |
| Глиновка           | Глінаўка           | деревня           | 9                      |                                                          | 1772                   |
| Гользберг          | Гользберг          | деревня           | 39                     | Альт. бел. Гальзберг                                     |                        |
| Городище           | Гарадзішча         | деревня           | 45                     |                                                          | 1775                   |
| Грицковичи         | Грыцкавічы         | деревня           | 148                    | Альт. бел. Грыцькавічы                                   | 1552                   |
| Дудари             | Дудары             | деревня           | 13                     |                                                          | 1678                   |
| Дудинка            | Дудзінка           | деревня           | 21                     |                                                          |                        |
| Калиновка          | Калінаўка          | деревня           | 1                      |                                                          |                        |
| Клишино            | Клішына            | деревня           | 39                     | Ист. бел. Клічанцы                                       | 1678                   |
| Красновка          | Краснаўка          | деревня           | 20                     | Альт. бел. Красноўка                                     | 1897                   |
| Лисичино           | Лісічына           | деревня           | 65                     | Ист. бел. Лісічын                                        | 1667                   |
| Малый Каменец      | Малы Камянец       | деревня           | 3                      |                                                          | 1713                   |
| Мочулище           | Мачулішча          | деревня           | 59                     | Альт. рус. Мочулище                                      | 1775                   |
| Мелешковичи        | Мялешкавічы        | деревня           | 10                     |                                                          |                        |
| Мхерино-1          | Мхерына-1          | деревня           | 41                     | Альт. бел. Амхерына-1                                    | 1642                   |
| Мхерино-2          | Мхерына-2          | деревня           | 14                     | Альт. бел. Амхерына-2                                    | 1642                   |
| Подалец            | Падалец            | деревня           | 10                     | Альт. бел. Падальцы                                      | 1772                   |
| Подберезье         | Падбярэззе         | деревня           | 10                     |                                                          | 1772                   |
| Посёмковичи        | Пасёмкавічы        | деревня           | 12                     | До 1958 г. бел. Гавенавічы.                              |                        |
| Прудец             | Прудзец            | деревня           | 53                     |                                                          | 1703                   |
| Слобода            | Слабада            | агрогородок       | 456                    | Альт. бел. Чырвоная Слабада                              | 1775                   |
| Струга             | Струга             | деревня           | 7                      |                                                          |                        |
| Холопеничи         | Халопенічы         | городской посёлок |                        |                                                          |                        |
| Хольневичи         | Хальневічы         | посёлок           | 24                     |                                                          | 1554                   |
| Шамки              | Шамкі              | деревня           | 5                      |                                                          | 1648                   |
| Якимовка           | Якімаўка           | деревня           | 172                    | Ист. бел. Іахімаўка                                      | 1786                   |
| Яновщина           | Янаўшчына          | деревня           | 72                     |                                                          | 1880                   |

### Упразднённые населённые пункты
- Волоба (Валоба) — существовала до середины 90-х, известна с 1710 г.
- Зоросли (Заросли) — существовала до 2021 года, известна с 1897 г.[5]